# منتخب مصر لكأس ديفيز
منتخب مصر لكأس ديفيز هو ممثل مصر الرسمي في كرة المضرب في كأس ديفيز.